# Billy Fumey
Billy Fumey (né en 1991 à Champagnole) est un auteur-compositeur-interprète franc-comtois. Il se distingue par ses chansons de variété folk en langue française et arpitane, et plus globalement sa promotion des cultures et langues régionales ou minoritaires de France.

## Biographie
On lui prête également des qualités d'historien et de folkloriste en raison de son intérêt pour l'histoire des populations franc-comtoises ayant immigrées notamment aux États-Unis, ainsi que sa connaissance du folklore comtois.
Enfin, ses connaissances linguistiques en jurassien ainsi qu'en franc-comtois l'ont amené à fonder l'IPLR (Institut de Promotion des Langues Régionales de Franche-Comté).
En 2014, Billy Fumey fait partie de la petite centaine de personnes qui parlent encore l'arpitan jurassien en Franche-Comté,.

## Univers musical
Ses chansons traitent principalement de la Franche-Comté, de ses paysages, ses villes, ses légendes, ses langues et son histoire. Entre balades amoureuses, chansons historiques et riôles patoisantes, Billy Fumey renoue ainsi avec un passé de créations musicales populaires comtoises. Son premier album, Utinam, est une référence à la devise de Besançon. Il réalise sa première scène en 2010 à Nans-sous-Sainte-Anne.
Le 23 mai 2018, Billy Fumey participe au Liet International où il représente non seulement sa Franche-Comté natale mais aussi la France, puisqu'il n'y a aucun autre finaliste français. En présentant son titre Bondze Heidi, Billy se classe à la 8e place sur les 14 artistes présents.
Billy Fumey est un défenseur de la culture et de l'histoire comtoises. En effet, il s’est notamment donné pour mission de renouer les liens avec la diaspora comtoise en Amérique du Nord où de nombreux immigrés se sont installés au XIXe siècle après avoir quitté la France et fondé par la suite plusieurs localités, à l'image de Besancon, dans l'Indiana, ou encore San Rafael dans l'État mexicain de Veracruz. C'est ainsi que Billy réalise plusieurs tournées comme celle au Mexique ou aux États-Unis dans un but de rencontres et d'histoire.
Discographie